# (200234) Kumashiro
(200234) Kumashiro est un astéroïde de la ceinture principale.

## Description
(200234) Kumashiro est un astéroïde de la ceinture principale. Il fut découvert le 4 novembre 1999 à Kuma Kogen par Akimasa Nakamura. Il présente une orbite caractérisée par un demi-grand axe de 2,79 UA, une excentricité de 0,16 et une inclinaison de 8,7° par rapport à l'écliptique.

## Compléments